# Justicia jamaicensis
Justicia jamaicensis är en akantusväxtart som först beskrevs av Nathaniel Lord Britton, och fick sitt nu gällande namn av William Thomas Stearn. Justicia jamaicensis ingår i släktet Justicia och familjen akantusväxter. Inga underarter finns listade i Catalogue of Life.